# 拆弹专家 (电影)
《拆彈專家》是由邱禮濤執導、劉德華投資監製並主演的一部香港警匪戰爭動作片，由寰宇娱樂、博纳影业等公司聯合出品，其他主演還有姜武、宋佳、姜皓文和吳卓羲，林迪安任動作指導。2016年4月18日開拍，香港、台灣、中國大陸分別於2017年4月20日、4月21日、4月28日上映。影片獲得第37屆香港電影金像獎最佳電影、最佳導演、最佳男主角等七項提名，姜皓文赢得最佳男配角獎。續集《拆弹专家2》在2020年12月24日上映。

## 劇情
章在山（劉德華飾）是洪繼鵬（姜武飾）犯罪集團內善於製作炸弹的臥底警察，一次包括在山、繼鵬和其胞弟洪繼標（王紫逸飾）在內的六名成員在夜間乘坐兩輛車持槍抢劫香港香島銀行金库，打死多名銀行保安並搶走大量現金。在受到警察追擊逃跑的路上，匪徒利用預先設置在逃跑路上的三輛的士汽车炸弹對警察造成較大的傷亡。由於在山的阻撓，同搭一輛車的繼標和另一名匪徒被警方抓獲，而在另一輛車的繼鵬等三位匪徒成功逃脫，自此繼鵬對出賣他的在山一直懷恨在心。
六個月後，在山已成為香港警務處爆炸品處理課的警司，是名專業的「拆彈專家」，爆炸品處理課警長阿斌（吳卓羲飾）為其主要助手。在一次去酒吧時在山認識一名叫李家雯（英文名Carmen）（宋佳飾）的年輕女子，通過調查和交談得知她是從中国大陆來港工作的小学教师，剛離異有半年時間，經過在山的追求兩人成為一對情侶。
在一個建築工地上發現一枚體型龐大的戰時空投炸彈，在山成功拆除引信。一年後在泰緬邊境，作為毒販押運武裝首領的繼鵬與香港萬眾集團主席閆國榮（廖啟智飾）約定，繼鵬收到5000萬的定金後會去香港紅磡海底隧道製造恐怖事件。在山接受警局表彰之夜，剛與在山和家雯道別後的周sir（黃日華飾）受到汽車炸彈襲擊而身亡。調查後發現這是現場近距離引爆的C4炸药，由於周sir是在山擔任臥底時的上司及聯絡人，在山懷疑這是繼鵬所為，目的是報復被出賣之仇。不久繼鵬在香港繁華大樓和法院旁邊，又先後設置兩顆定時炸彈—一枚水銀鍋炸彈和一枚簡易C4炸藥。在山首先身穿防爆衣採取低溫凝固的方式成功拆除水銀炸彈，之後手持簡易C4炸藥乘坐重案組總督察江耀偉（姜皓文飾）所駕的快車，將炸彈投入海中引爆。
在一個晚上，繼鵬帶領大批手下利用大型货车封鎖紅磡海底隧道的香港島和九龍南北兩個方向的出入口，隧道內的幾百輛車被困，車內的數百人成為匪徒的人质。其中包括一輛由香港導遊林俊（張繼聰飾）帶隊的旅游巴士，以及同乘一輛車的三名退休警察和一名退休警察的兒子，青年警察黃天諾（蔡瀚億飾）。匪徒將數百個人質的相片都上傳到一個名為「羅賓漢行動」的網站上，兩名隧道工程維護人員在向外逃跑時被匪徒開槍打倒一死一傷，耀偉和另一名警官開車作掩護救回傷者。繼鵬在與警務處高級助理處長尹曉風（石修飾）通話中要求香港政府在48小時內回購西區海底隧道「萬眾公司」的股份，否則會用1000公斤烈性炸藥炸掉隧道。繼鵬還叫在山單獨進入紅隧談話，踢傷其臉部並逼在山槍殺人質，在山沒有服從。繼鵬要在山於晚上12時前帶被關在監獄服刑中的弟弟繼標來，否則每過10分鐘槍殺一名人質。作為交換條件，在山則要求將繼標帶來後對方要釋放100名女人和小孩。繼標在被押送往紅隧的路上，對警察說他已經改邪歸正不想見哥哥，之後所乘車輛意外受到一名酒駕貨車司機的撞擊，一名員警和繼標因此受傷，在山要送繼標去醫院治療，繼鵬則在凌晨十二點槍殺一名男性人質。曉風要在山立刻帶著繼標前來，緊急時刻救了險些被害的第二名人質。通過手機影片確認受傷的繼標到來後，繼鵬先釋放50名男性人質，在山親自將躺在救護架上的繼標推到繼鵬面前後，繼鵬又釋放50名男性人質。不過天諾的警察身份也被匪徒發現，繼鵬就在天諾身上做一個人肉炸彈要在山解救。由於天諾身上有四組炸彈需要成功剪掉8根線才能拆彈成功，加上炸彈啟動後只有兩分鐘的緊急時間，令在山後來不得不放棄，並要讓天諾記住：「你是警察，你有你的責任。遠離人群，不要靠近車輛，站在原地，這樣的傷亡是最少的。」天諾慘被炸死讓其父及其同事、在場的警察和記者們都很傷心。繼鵬對在山說，這是他對弟弟繼標被抓而自己无法去救出弟弟的一種報復。之後繼鵬還逼天諾父親將手錶交給他，這手錶是天諾當天送給父親的生日禮物，然而繼鵬將手錶替繼標戴上，繼標卻對繼鵬心生怨恨並斥責咒罵繼鵬。
「萬眾公司」股票的大幅飆升，其主席國榮很開心，繼鵬也收到國榮轉給他的5億酬金。後來繼鵬打電話給在山，要他回憶那次搶劫金庫時使用的三個的士的車牌號碼，後來警方在一處加油站找到一輛的士。在山趕到後發現家雯被綁在後備箱裡，手裡還握著一顆手榴弹。在山叮囑家雯不要鬆手，並陪她將手榴彈扔進一個沙包陣裡引爆。紅隧事件持續到第三天，偽裝成人質逃出去的多名繼鵬手下收到指示綁走國榮，並逼國榮再轉給繼鵬十億元，最後更將國榮關在貨車裡炸死。
繼鵬準備乘坐外面接應人馬所駕駛的兩架大型直升機逃離香港，並開啟只剩60分鐘就會引爆的啟爆器，對警方聲稱只要他的人馬成功離開香港就會關掉啟爆器，並想要帶走在山和幾名人質。身穿炸彈衣手拿啟爆器和手枪的在山單獨赴會，威脅繼鵬要與他們同歸於盡，他稱其他匪徒可以走唯有繼鵬不能走，並想拿到他手中的啟爆器。大批警察從南北兩個入口迅速攻入隧道內，警匪雙方展開激烈槍戰，警方亦引導人質往九龍方向逃離隧道。在山與繼鵬的決戰中，雙方都受傷，繼鵬還將引爆器打毀以免在山關閉它。最後繼鵬被耀偉開車撞斷一條胳膊被拘捕，而一直躺在救護架上的繼標則中流彈身亡。在山要警察趕快疏散人員撤離隧道，因為他已無法阻止炸彈爆炸。在距離炸彈引爆還剩幾分鐘的時刻，阿斌到九龍出入口的那輛貨車下面，在山趕到港島出入口的那輛車下，由於線路太過複雜，在山無法判斷要剪紅線還是黃線，在與隧道工程師通話後得知引爆500公斤炸彈還能保住紅隧，於是在山決定自己做出犧牲要剪黃線，如果沒有爆炸的話阿斌也剪黃線，相反如果引爆的話阿斌就剪紅線。
最終在山在距離爆炸還剩10多秒的時間剪掉黃線而引爆炸彈被炸死，隧道內許多車輛被炸毀，最後時刻在另一端感受到爆炸波衝擊的阿斌雖剪紅線避免引爆，但他也受傷入院。在家中休息的家雯讀到在山發給她的最後一個簡訊時難過地哭了。事後警方向記者做事件通報：468名人質獲救，38名人質遇難，43名匪徒被打死，18名警察殉職。在為遇難警察舉行集體安葬的儀式上，家雯作為在山的家屬代表手捧遺像為男友送別。

## 角色
| 演員                    | 角色     | 介紹 |
| 劉德華                  | 章在山   | 爆炸品處理課警司 拆彈專家 警察編號63489 六個月前被周警官安排在洪繼鵬的組織，造成洪繼標被捕 遇到Carmen並愛上了她，但因工作性質危險而選擇友善離別 因無法救黃天諾而感到氣憤和悲傷 最後剪錯黃線引爆炸彈被炸殉職 |
| 姜武 （配音：林敬剛）   | 洪繼鵬   | 本片終極大反派 綽號「火爆」，洪繼標胞兄 在逃頭號通緝犯，僱傭兵首領 最終被江耀偉開車撞斷一條胳膊後拘捕 |
| 宋佳                    | 李家雯   | Carmen，章在山女友，內地來港教師 |
| 姜皓文                  | 江耀偉   | 重案組總督察 |
| 吳卓羲                  | 阿斌     | 章在山下屬，爆炸品處理課警長，最終剪紅線避免引爆受傷入院 |
| 王紫逸 （配音：張頴康） | 洪繼標   | 洪繼鵬胞弟，被章在山拘捕後從良，怨恨洪繼鵬，最終在警匪雙方在紅隧槍戰中中彈身亡 |
| 黃日華                  | 周警官   | 章在山任臥底時的上司，重案組高級警司，最終被洪繼鵬設置在車上的汽車炸彈炸死 |
| 石修                    | 尹曉風   | 警務處高級助理處長（行動處處長） |
| 廖啟智                  | 閻國榮   | 與洪繼鵬勾結的富商，經營西區海底隧道的「萬眾」公司主席，後來被偽裝成人質逃出去的多名洪繼鵬手下在收到洪的指示綁架，洪並逼迫閻再轉給自己十億元，最後更指示手下將他關在货车裡炸死                              |
| 張竣傑                  | 思君     | |
| 張繼聰                  | 林俊     | 旅行團導遊，隧道內人質 |
| 蔡瀚億                  | 黃天諾   | 休班警督察 警察編號19472 隧道內人質，最終被洪繼鵬綁炸彈在身上炸死 |
| 李國麟                  | 工程師   | 紅磡海底隧道總工程師 |
| 區軒瑋                  | 主管     | 紅磡海底隧道主管 |
| 駱應鈞                  | 啤梨     | 黃天諾的父親 警察編號58698 退休警長，隧道內人質 |
| 尹揚明                  | 釗叔     | 退休警察，隧道內人質 |
| 何華超                  | 甘志剛   | 退休警察，隧道內人質 |
| 盧惠光                  | 咖啡     | |
| 林迪安                  | 阿鬼     | |
| 陳彼得                  | 鐵頭     | |
| 唐文龍                  | 僱傭兵   | 受命於洪繼鵬，發現黃天諾是休班督察；最終被重案組總督察江耀偉槍殺 |
| 古天祥                  | 僱傭兵   | 受命於洪繼鵬 |
| 黃竣鋒                  | 僱傭兵   | 受命於洪繼鵬 |
| 李明憲                  | 僱傭兵   | 受命於洪繼鵬 |
| 梁皓楷                  | 僱傭兵   | 受命於洪繼鵬 |
| 易宇航                  | 僱傭兵   | 受命於洪繼鵬 |
| 王志飛                  | 鍾凱文   | |
| 鄒文正                  |          | 江耀偉下屬 |
| 王慶南                  |          | 江耀偉下屬 |
| 朱鑑然                  |          | 爆炸品處理科隊員 |
| 李綺雯                  | 軍裝女警 | |
| 鍾志光                  | 七叔     | 財經評論員 |
| 袁富華                  | 陳總     | 旅行團團友，隧道內人質 |
| 陳旭恆                  | 市民     | |
| 凌梓維                  | 調酒師   | |
| 黃天頤                  |          | 記者 |
| 黃子菲                  |          | 記者 |
| 吳雲甫                  |          | 記者 |
| 吳展驊                  |          | 記者 |
| 侯煥玲                  |          | 老嫗，隧道內人質 |

## 制作

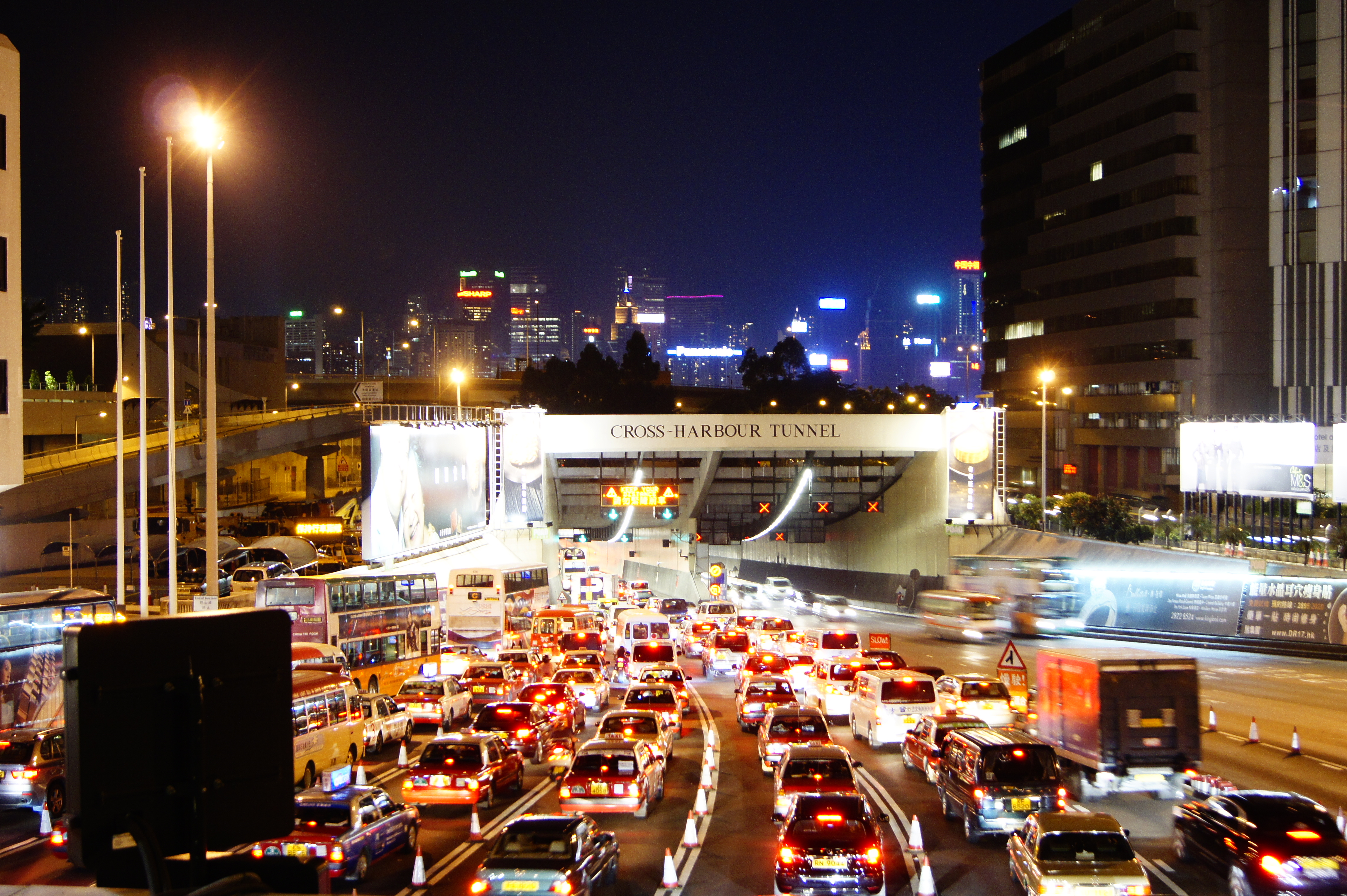
紅磡海底隧道紅磡入口（北），龐大車流加上樽頸道路設計，成為电影故事的主要背景地

这是刘德华与邱礼涛继1991年的《中环英雄》和1999年的《爱情梦幻号》后的第三次合作，邱礼涛表示为了拍摄这部电影足足等了刘德华的档期三年时间。刘德华对媒体解释了电影的英文片名为何叫“Shock Wave”，“中文讲就是震荡波，是爆炸以后产生的效应，就像今天的爆破戏一样，你们看不到火，看不到烟，看不到炸弹引爆，但是你们感觉到的震感不会少，这就是我们电影里要讲的内容。”刘德华建立的新公司“Infinitus Films”（中文：梦造者娱乐）参与制作。投资成本达到1.8亿港元。2016年4月18日在香港开拍。7月4日杀青。主要取景地包括紅磡海底隧道（實際上部分場景於昂船洲拍攝）、水務署九龍東區大樓、告士打道花園及香港文化中心。 （页面存档备份，存于）
刘德华表示：“上次《风暴》我们搭出了一个中环，这一次我们是以1:1比例搭出了三分之二长的紅磡海底隧道，然后炸掉”。他也对媒体示范如何拆弹：“为了角色，我跟香港专业的爆炸品处理课接受了一段时间的训练，我现在懂得拆弹，只是不知道是否真的可成功。”他用“轻佻”两个字来形容自己饰演的拆弹专家：“我的角色平常生活像流氓，但工作时就会很专业。”刘德华挑选宋佳担任女主角，之前两人刚刚合作过洪金宝导演的2016年电影《我的特工爷爷》，饰演一对吵架分手的夫妻。邱礼涛导演用“犯罪艺术家”来形容姜武饰演的反派角色，姜武表示“我饰演的反派制作了无数炸弹让刘德华来拆，但是我都不是为了钱，我觉得这是我的事业，我一定要做到完美。”全部特效于2017年4月初才制作完成，工期如此惊险是因为最重要的一场同时炸飞几百辆汽车的特效戏需要制作团队精雕细琢。

## 歌曲
2017年4月，刘德华亲自填词并演唱的国语版电影主题曲《慢慢习惯》推出，他由于受伤所以未能来得及录制粤语版歌曲，但已写好粤语歌词，他为此表示“欠大家一首歌”。
| 曲別   | 歌名         | 作曲         | 編曲     | 作詞   | 演唱   | 監製           |
| ------ | ------------ | ------------ | -------- | ------ | ------ | -------------- |
| 主題曲 | 《慢慢習慣》 | 黃韻仁、施勤 | Adam Lee | 劉德華 | 劉德華 | 陳德建、李安修 |

## 发行
2016年5月6日，片方安排媒体探班剧组拍摄一场爆破戏份。2017年1月26日，香港官方版先導预告片发布。2月10日，中國內地版首部预告片发布，并宣布4月28日公映。4月11日，使命版预告和终极版海报发布。3月26日，香港官方版终极预告片曝光，并宣布4月20日公映。4月21日，中國內地版终极预告片曝光。4月26日，主创人员在北京举行首映礼，刘德华由于受伤而未出席。4月30日，在第19屆烏甸尼遠東電影節上作为閉幕電影在欧洲首映。

## 评价
《南方网》影评：“港味十足的警匪片大家看得多，但是聚焦‘拆弹’题材的警匪片，这还是第一部。所以这次的切入点给人感觉还蛮新鲜。影片不仅展现了五花八门的炸弹，包括汽车炸弹、水银炸弹、定时炸弹、人肉炸弹等，更呈现了拆弹人员‘惊心动魄’的工作状态，也让观众仿佛身临其境，感受到一波又一波的危机，紧迫感十足。其实《拆弹专家》讲的是关于选择的故事。涉足题材广泛的邱礼涛，一直比较关注社会良知写实言志的类型，此次他选择让观众关注这群默默为人民安全奉献和牺牲的公仆。这个选择已经足够煽情，又具有人文关怀的意味。”
北京电影学院副教授洪帆在CCTV6《今日影评》中表示：《拆弹专家》并不是以逻辑推敲的严谨来取胜的，导演邱礼涛的构思就是通过视觉上的大场面来吸引观众。对于普通观众来说，电影没有特别大的漏洞。影片最后大概有三四十分钟都在讲炸隧道的各种细节。爆炸之前的对峙情绪，影片的戏剧张力处理得非常好，场面设计、动作设计完成度非常高，并不输一般的好莱坞电影。但也正是因为导演的目的非常清晰，所以在人物设置上则非常简单，甚至有一些生硬，比如刘德华和宋佳的情感线很俗套。影片的结尾，拆弹专家章在山（劉德華飾）在解除爆炸危机之时，不得不做出了自我牺牲，这一点也是邱礼涛重口味、暴力、凶狠风格的一种体现，毕竟他的代表作总是恐怖片。《拆》回到了一种传统的、浪漫主义的英雄形象，是香港某种警匪片传统的回归。
烂番茄网站上6篇专业影评的好评度为83%。

## 票房
香港首周四天获得798萬港币列第三，第二周取得753万，第三週取得671万，最终累计2550万，位列香港年度华语片亚军，仅次于获得3070万的《春娇救志明》。
中國大陆首周三天取得1.68億人民幣，是五一档期的华语片票房冠军。第二周收入1.74亿居第二，10天累计3.56亿，最终成绩4.0亿。
台灣票房方面，最終票房1774萬元新台幣。

## 奬項
| 年度   | 颁奖典礼                     | 奖项           | 姓名                           | 结果 |
| ------ | ---------------------------- | -------------- | ------------------------------ | ---- |
| 2017年 | 第一屆馬來西亞國際電影人年展 | 最佳男配角     | 姜皓文                         | 獲獎 |
| 2018年 | 微博之星2017                 | 微博給力電影   | 《拆彈專家》                   | 提名 |
| 2018年 | 微博之星2017                 | 微博給力男主角 | 劉德華                         | 提名 |
| 2018年 | 第一屆MOVIE6全民票選電影大獎 | 最佳電影       | 《拆彈專家》                   | 提名 |
| 2018年 | 第一屆MOVIE6全民票選電影大獎 | 最佳導演       | 邱禮濤                         | 提名 |
| 2018年 | 第一屆MOVIE6全民票選電影大獎 | 最佳男主角     | 劉德華                         | 提名 |
| 2018年 | 第一屆MOVIE6全民票選電影大獎 | 最佳男配角     | 姜皓文                         | 獲獎 |
| 2018年 | 第一屆最港電影大獎           | 我最喜愛的港片 | 《拆彈專家》                   | 獲獎 |
| 2018年 | 第一屆最港電影大獎           | 最港男演員     | 劉德華                         | 獲獎 |
| 2018年 | 第37屆香港電影金像獎         | 最佳電影       | 《拆彈專家》                   | 提名 |
| 2018年 | 第37屆香港電影金像獎         | 最佳導演       | 邱禮濤                         | 提名 |
| 2018年 | 第37屆香港電影金像獎         | 最佳男主角     | 劉德華                         | 提名 |
| 2018年 | 第37屆香港電影金像獎         | 最佳男配角     | 姜皓文                         | 獲獎 |
| 2018年 | 第37屆香港電影金像獎         | 最佳剪接       | 鍾煒釗                         | 提名 |
| 2018年 | 第37屆香港電影金像獎         | 最佳音響效果   | 聶基榮、葉兆基                 | 提名 |
| 2018年 | 第37屆香港電影金像獎         | 最佳視覺效果   | 余國亮、徐德彪、林駿宇、何家全 | 提名 |

## 播放時間
| 香港 無綫電視翡翠台 星期六 20:30－23:15 | 香港 無綫電視翡翠台 星期六 20:30－23:15   | 香港 無綫電視翡翠台 星期六 20:30－23:15 |
| --------------------------------------- | ----------------------------------------- | --------------------------------------- |
|                                         | （元旦週六影院）拆彈專家 （2022年1月1日） |                                         |
| 愛回家之開心速遞                        | 無綫電視晚間新聞                          |                                         |